# Trzcianki (województwo wielkopolskie)
Trzcianki – wieś w Polsce położona w województwie wielkopolskim, w powiecie wrzesińskim, w gminie Pyzdry.
W latach 1975–1998 miejscowość położona była w województwie konińskim.